# Peão conectado
|   | a | b | c | d | e | f | g | h |   |
| 8 | h6 preto peão · b5 branco peão · e5 branco peão · f5 preto peão · c4 branco peão · d4 preto peão · g4 branco peão | h6 preto peão · b5 branco peão · e5 branco peão · f5 preto peão · c4 branco peão · d4 preto peão · g4 branco peão | h6 preto peão · b5 branco peão · e5 branco peão · f5 preto peão · c4 branco peão · d4 preto peão · g4 branco peão | h6 preto peão · b5 branco peão · e5 branco peão · f5 preto peão · c4 branco peão · d4 preto peão · g4 branco peão | h6 preto peão · b5 branco peão · e5 branco peão · f5 preto peão · c4 branco peão · d4 preto peão · g4 branco peão | h6 preto peão · b5 branco peão · e5 branco peão · f5 preto peão · c4 branco peão · d4 preto peão · g4 branco peão | h6 preto peão · b5 branco peão · e5 branco peão · f5 preto peão · c4 branco peão · d4 preto peão · g4 branco peão | h6 preto peão · b5 branco peão · e5 branco peão · f5 preto peão · c4 branco peão · d4 preto peão · g4 branco peão | 8 |
| 7 | h6 preto peão · b5 branco peão · e5 branco peão · f5 preto peão · c4 branco peão · d4 preto peão · g4 branco peão | h6 preto peão · b5 branco peão · e5 branco peão · f5 preto peão · c4 branco peão · d4 preto peão · g4 branco peão | h6 preto peão · b5 branco peão · e5 branco peão · f5 preto peão · c4 branco peão · d4 preto peão · g4 branco peão | h6 preto peão · b5 branco peão · e5 branco peão · f5 preto peão · c4 branco peão · d4 preto peão · g4 branco peão | h6 preto peão · b5 branco peão · e5 branco peão · f5 preto peão · c4 branco peão · d4 preto peão · g4 branco peão | h6 preto peão · b5 branco peão · e5 branco peão · f5 preto peão · c4 branco peão · d4 preto peão · g4 branco peão | h6 preto peão · b5 branco peão · e5 branco peão · f5 preto peão · c4 branco peão · d4 preto peão · g4 branco peão | h6 preto peão · b5 branco peão · e5 branco peão · f5 preto peão · c4 branco peão · d4 preto peão · g4 branco peão | 7 |
| 6 | h6 preto peão · b5 branco peão · e5 branco peão · f5 preto peão · c4 branco peão · d4 preto peão · g4 branco peão | h6 preto peão · b5 branco peão · e5 branco peão · f5 preto peão · c4 branco peão · d4 preto peão · g4 branco peão | h6 preto peão · b5 branco peão · e5 branco peão · f5 preto peão · c4 branco peão · d4 preto peão · g4 branco peão | h6 preto peão · b5 branco peão · e5 branco peão · f5 preto peão · c4 branco peão · d4 preto peão · g4 branco peão | h6 preto peão · b5 branco peão · e5 branco peão · f5 preto peão · c4 branco peão · d4 preto peão · g4 branco peão | h6 preto peão · b5 branco peão · e5 branco peão · f5 preto peão · c4 branco peão · d4 preto peão · g4 branco peão | h6 preto peão · b5 branco peão · e5 branco peão · f5 preto peão · c4 branco peão · d4 preto peão · g4 branco peão | h6 preto peão · b5 branco peão · e5 branco peão · f5 preto peão · c4 branco peão · d4 preto peão · g4 branco peão | 6 |
| 5 | h6 preto peão · b5 branco peão · e5 branco peão · f5 preto peão · c4 branco peão · d4 preto peão · g4 branco peão | h6 preto peão · b5 branco peão · e5 branco peão · f5 preto peão · c4 branco peão · d4 preto peão · g4 branco peão | h6 preto peão · b5 branco peão · e5 branco peão · f5 preto peão · c4 branco peão · d4 preto peão · g4 branco peão | h6 preto peão · b5 branco peão · e5 branco peão · f5 preto peão · c4 branco peão · d4 preto peão · g4 branco peão | h6 preto peão · b5 branco peão · e5 branco peão · f5 preto peão · c4 branco peão · d4 preto peão · g4 branco peão | h6 preto peão · b5 branco peão · e5 branco peão · f5 preto peão · c4 branco peão · d4 preto peão · g4 branco peão | h6 preto peão · b5 branco peão · e5 branco peão · f5 preto peão · c4 branco peão · d4 preto peão · g4 branco peão | h6 preto peão · b5 branco peão · e5 branco peão · f5 preto peão · c4 branco peão · d4 preto peão · g4 branco peão | 5 |
| 4 | h6 preto peão · b5 branco peão · e5 branco peão · f5 preto peão · c4 branco peão · d4 preto peão · g4 branco peão | h6 preto peão · b5 branco peão · e5 branco peão · f5 preto peão · c4 branco peão · d4 preto peão · g4 branco peão | h6 preto peão · b5 branco peão · e5 branco peão · f5 preto peão · c4 branco peão · d4 preto peão · g4 branco peão | h6 preto peão · b5 branco peão · e5 branco peão · f5 preto peão · c4 branco peão · d4 preto peão · g4 branco peão | h6 preto peão · b5 branco peão · e5 branco peão · f5 preto peão · c4 branco peão · d4 preto peão · g4 branco peão | h6 preto peão · b5 branco peão · e5 branco peão · f5 preto peão · c4 branco peão · d4 preto peão · g4 branco peão | h6 preto peão · b5 branco peão · e5 branco peão · f5 preto peão · c4 branco peão · d4 preto peão · g4 branco peão | h6 preto peão · b5 branco peão · e5 branco peão · f5 preto peão · c4 branco peão · d4 preto peão · g4 branco peão | 4 |
| 3 | h6 preto peão · b5 branco peão · e5 branco peão · f5 preto peão · c4 branco peão · d4 preto peão · g4 branco peão | h6 preto peão · b5 branco peão · e5 branco peão · f5 preto peão · c4 branco peão · d4 preto peão · g4 branco peão | h6 preto peão · b5 branco peão · e5 branco peão · f5 preto peão · c4 branco peão · d4 preto peão · g4 branco peão | h6 preto peão · b5 branco peão · e5 branco peão · f5 preto peão · c4 branco peão · d4 preto peão · g4 branco peão | h6 preto peão · b5 branco peão · e5 branco peão · f5 preto peão · c4 branco peão · d4 preto peão · g4 branco peão | h6 preto peão · b5 branco peão · e5 branco peão · f5 preto peão · c4 branco peão · d4 preto peão · g4 branco peão | h6 preto peão · b5 branco peão · e5 branco peão · f5 preto peão · c4 branco peão · d4 preto peão · g4 branco peão | h6 preto peão · b5 branco peão · e5 branco peão · f5 preto peão · c4 branco peão · d4 preto peão · g4 branco peão | 3 |
| 2 | h6 preto peão · b5 branco peão · e5 branco peão · f5 preto peão · c4 branco peão · d4 preto peão · g4 branco peão | h6 preto peão · b5 branco peão · e5 branco peão · f5 preto peão · c4 branco peão · d4 preto peão · g4 branco peão | h6 preto peão · b5 branco peão · e5 branco peão · f5 preto peão · c4 branco peão · d4 preto peão · g4 branco peão | h6 preto peão · b5 branco peão · e5 branco peão · f5 preto peão · c4 branco peão · d4 preto peão · g4 branco peão | h6 preto peão · b5 branco peão · e5 branco peão · f5 preto peão · c4 branco peão · d4 preto peão · g4 branco peão | h6 preto peão · b5 branco peão · e5 branco peão · f5 preto peão · c4 branco peão · d4 preto peão · g4 branco peão | h6 preto peão · b5 branco peão · e5 branco peão · f5 preto peão · c4 branco peão · d4 preto peão · g4 branco peão | h6 preto peão · b5 branco peão · e5 branco peão · f5 preto peão · c4 branco peão · d4 preto peão · g4 branco peão | 2 |
| 1 | h6 preto peão · b5 branco peão · e5 branco peão · f5 preto peão · c4 branco peão · d4 preto peão · g4 branco peão | h6 preto peão · b5 branco peão · e5 branco peão · f5 preto peão · c4 branco peão · d4 preto peão · g4 branco peão | h6 preto peão · b5 branco peão · e5 branco peão · f5 preto peão · c4 branco peão · d4 preto peão · g4 branco peão | h6 preto peão · b5 branco peão · e5 branco peão · f5 preto peão · c4 branco peão · d4 preto peão · g4 branco peão | h6 preto peão · b5 branco peão · e5 branco peão · f5 preto peão · c4 branco peão · d4 preto peão · g4 branco peão | h6 preto peão · b5 branco peão · e5 branco peão · f5 preto peão · c4 branco peão · d4 preto peão · g4 branco peão | h6 preto peão · b5 branco peão · e5 branco peão · f5 preto peão · c4 branco peão · d4 preto peão · g4 branco peão | h6 preto peão · b5 branco peão · e5 branco peão · f5 preto peão · c4 branco peão · d4 preto peão · g4 branco peão | 1 |
|   | a | b | c | d | e | f | g | h |   |

Um peão conectado é uma terminologia do xadrez que indica uma possível vantagem da estrutura de peões numa partida. Esta vantagem foi analisada inicialmente por Philidor em seu livro Analyse du jeu des échecs onde também são descritas outras desvantagens relacionadas com a cadeia de peões como os peões isolados, atrasados e dobrados.
O peão conectado é aquele que pode ser defendido por um peão aliado na fileira ao lado, podendo ou não existir peões adversários a frente.
Quando três ou mais peões conectados estão na mesma fileira, esta formação recebe o nome de falange ou ilha de peões sendo considerada forte, principalmente no centro e no território do oponente.